# 1435
Évszázadok: 14. század – 15. század – 16. század
Évtizedek: 1380-as évek – 1390-es évek – 1400-as évek – 1410-es évek – 1420-as évek – 1430-as évek – 1440-es évek – 1450-es évek – 1460-as évek – 1470-es évek – 1480-as évek
Évek: 1430 – 1431 – 1432 – 1433 –  1434 – 1435 – 1436 – 1437 – 1438 – 1439 – 1440

## Események
- február 2. – Jó Renétusz (II. Johanna örökbe fogadott fia) nápolyi király lesz (1442-ben megfosztják trónjától).
- Hunyadi János Bártfa közelében megveri Talafusz huszita kapitány seregét.
- szeptember 21. – Vilkomiri csata (pabaiskasi csata) Švitrigaila litván nagyfejedelem és a vele szövetséges Német Lovagrend ( Kardtestvérek rendje ) csatája az I. Zsigmond litván nagyfejedelem vezette lengyel sereggel, az utóbbi győzelmével.
- szeptember 21. – Az arrasi béke VII. Károly francia király és III. Fülöp burgundi herceg között véget vet az angol-burgundi szövetségnek.
- december – Luxemburgi Zsigmond a terjedő huszita mozgalmak megfékezésére az országba hívja Marchiai Jakab inkvizítort.

## Születések
- február 16. – Habsburg György osztrák trónörökös, a magyar korona várományosa, V. (Habsburg) Albert, osztrák herceg és morva őrgróf (1437-től magyar, cseh és német király), valamint Luxemburgi Erzsébet elsőszülött fia († 1435).
- október 28. – Andrea della Robbia olasz szobrász († 1525).
- IX. Amadé savoyai herceg († 1472).
- Johannes Tinctoris flamand zeneszerző

## Halálozások
- február 2. – II. Johanna nápolyi királynő (* 1373).
- február 16. – Habsburg György osztrák trónörökös, a magyar korona várományosa, V. (Habsburg) Albert, osztrák herceg és morva őrgróf (1437-től magyar, cseh és német király), valamint Luxemburgi Erzsébet elsőszülött fia (* 1435).
- szeptember 15. – János, Bedford hercege, IV. Henrik angol király harmadik fia, Franciaország angol helytartója.
- szeptember 24. – Bajor Izabella francia királyné (* 1371).